# Orthocerus clavicornis
Orthocerus clavicornis är en skalbaggsart som först beskrevs av Carl von Linné 1758.  Orthocerus clavicornis ingår i släktet Orthocerus, och familjen barkbaggar. Arten är reproducerande i Sverige.

## Bildgalleri

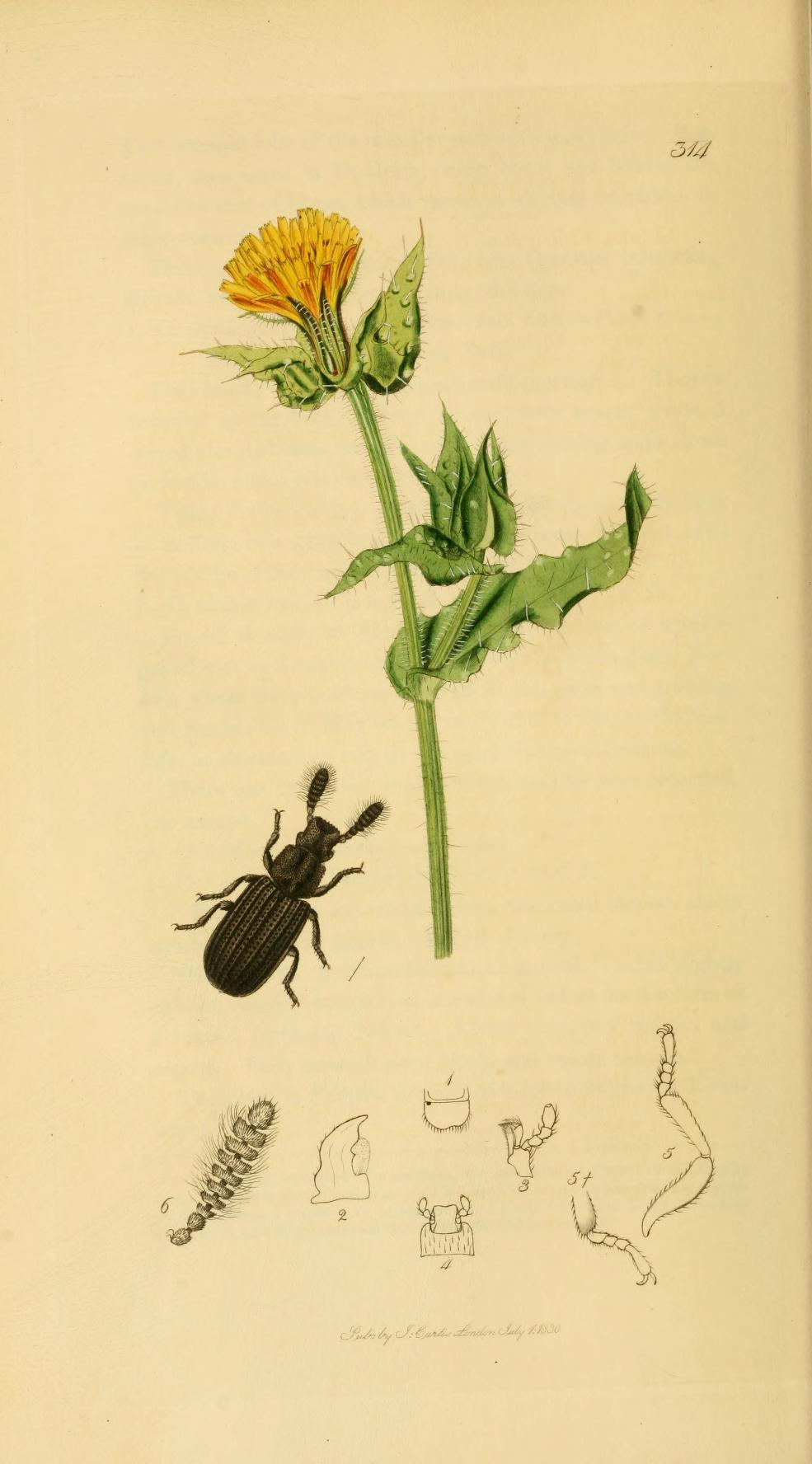
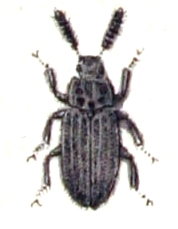